# Şener Özbayraklı
Şener Özbayraklı (Borçka, 23 de janeiro de 1990) é um futebolista turco que atua como lateral-direito. Atualmente joga pelo İstanbul Başakşehir.

## Carreira
Şener Özbayraklı fez parte do elenco da Seleção Turca de Futebol da Eurocopa de 2016. Depois de duas temporadas de sucesso no Bursaspor, foi anunciado que o Bursaspor havia aceitado uma oferta de € 1.700.000 do Fenerbahçe no dia 23 de junho de 2015.